# Alberto Graziano
Alberto Antonio Graziano (Buenos Aires, 5 de septiembre de 1918-desconocido) fue un profesor y político argentino, miembro del Partido Peronista, que se desempeñó como senador nacional por la Capital Federal entre 1954 y 1955.

## Biografía
Estudió en las facultades de Filosofía y Letras (FFyL) y de Derecho y Ciencias Sociales de la Universidad de Buenos Aires.
Fue delegado organizador y profesor en la Facultad de Filosofía y Letras de la Universidad Nacional del Litoral. También fue profesor de filosofía en la Escuela Normal N.° 4 de la Capital Federal y profesor de filosofía de la historia en la FFyL.
Entre 1944 y 1946 fue director de Asuntos Gremiales en la Secretaría de Trabajo y Previsión de la Nación, y prosecretario del Senado de la Nación Argentina desde 1946 hasta 1954.
Asumió como senador nacional por la Capital Federal en mayo de 1954, para completar el periodo de Alberto Teisaire, quien fue elegido vicepresidente de la Nación. Fue vocal en la comisión de Relaciones Exteriores y Culto. No pudo terminar su mandato en el Senado, que se extendía hasta 1958, por el golpe de Estado de septiembre de 1955.